# Kamerconcert nr. 12 voor trombone en orkest
Kamerconcert nr. 12 voor trombone en orkest is een compositie van Vagn Holmboe.
Naast een hele reeks symfonieën en strijkkwartetten schreef Holmboe ook een reeks concerto's. Een groot deel daarvan kreeg een volgnummer mee, maar bijvoorbeeld zijn Tubaconcert niet.
Dit relatief korte concert is geschreven voor de trombonist Palmer Traulsen van het Det Kongelige Kapel. Hij voerde het dan ook als eerste uit op 23 mei 1952; niet met genoemd orkest maar met het orkest van Tivoli onder leiding van Svend Christian Felumb. Het concert is eendelig, maar valt uiteen in drie secties:
- Allegro moderato
- Andante tranquillo
- Allegro molto

Traulsen schreef zelf de cadens uit, waarop andere trombonisten weer varieerden.
Bis Records wist voor haar opnamen de later beroemd geworden trombonist Christian Lindberg te strikken.
Orkestratie:
- 3 dwarsfluiten , 2 hobo's, 2 klarinetten, 2 fagotten
- 4 hoorns, 3 trompetten
- pauken, percussie, celesta
- violen, altviolen, celli, contrabassen

Concerto’sAltvioolconcert · Celloconcert · Concert voor blokfluit, strijkinstrumenten, celesta en vibrafoon · Concert voor orkest · Fluitconcert nr. 1 · Fluitconcert nr. 2 · Tubaconcert · Vioolconcert nr. 1 · Vioolconcert nr. 2
Kamerconcerto’sKamerconcert nr. 1 voor piano, strijkinstrumenten en pauken · Kamerconcert nr. 2 voor fluit, viool, strijkinstrumenten en percussie · Kamerconcert nr. 3 voor klarinet en kamerorkest · Kamerconcert nr. 4 voor pianotrio en kamerorkest · Kamerconcert nr. 5 voor altviool en kamerorkest · Kamerconcert nr. 6 voor viool en kamerorkest · Kamerconcert nr. 7 voor hobo en kamerorkest · Kamerconcert nr. 8 voor orkest · Kamerconcert nr. 9 voor viool, altviool en kamerorkest · Kamerconcert nr. 10 · Kamerconcert nr. 11 voor trompet en orkest · Kamerconcert nr. 12 voor trombone en orkest · Kamerconcert nr. 13 voor hobo, altviool en kamerorkest